# Diego Mayora
Diego Armando Mayora Rengifo (Callería, Provincia de Coronel Portillo, Perú, 1 de febrero de 1992) es un futbolista peruano. Juega como delantero centro y actualmente juega en el Aurora de Pusi en San Román Puno. En el 2015 debutó en la Primera División del Perú con el Sport Loreto luego de ascender como máximo goleador de la Copa Perú 2014 con 10 goles con este mismo club donde jugaba desde el año 2012.

## Biografía
Se formó en el ADU de Pucallpa con el que participó en un campeonato nacional sub-14 en Lima y el técnico Juan Jose Oré lo convocó a la selección sub-15 del Perú. Luego llegó a la Universidad San Martín donde fue convocado a la pretemporada del primer equipo pero no alcanzó a debutar.
En 2012 inició el año jugando en Deportivo Bancos en la Liga de Pucallpa. Luego jugó como refuerzo en Municipal de Purús en la Etapa Regional de la Copa Perú 2012 siendo eliminado en esa fase.
Jugó la Copa Perú 2014 con el Club Deportivo Sport Loreto donde fue campeón y goleador de la Copa. Ha declarado que es hincha de este equipo desde pequeño.
Su debut en Primera fue ante Unión Comercio en la derrota de 4-2 marcando 2 goles. Se lesionó durante 4 meses, volvió ante el partido de Real Garcilaso pero no se pudo concretar, luego reapareció ante León de Huánuco. Descendió con el equipo a segunda con 8 goles. En el 2016 se fue cedido al Unión Comercio y luego de sus buenas actuaciones y goles, a mitad de año se rumoreó su fichaje al Club Atlético Huracán pero finalmente el Club Atlético Colón se hizo de sus servicios comprando el 80% de su pase, estampó su firma por 3 años por un valor de $400.000, haciéndolo debutar el 17 de septiembre en un partido contra Talleres de Córdoba que culminó con el marcador a favor de 1 a 0, luego no realizó ningún partido estuve desde la temporada que llegó de vacaciones hasta que el club atlético Colón lo dio a préstamo.
En el año 2017 lo ficha el Deportivo Municipal a préstamo por un año sin opción de compra del Club Atlético Colón.
En el año 2018 lo ficha el Real Garcilaso donde sale por indisciplina.
Sonó como refuerzo del Club Universitario de Deportes, quien se encontraba impedido de contratar jugadores, sin embargo, tras el levantamiento de la sanción, los hinchas no estaban de acuerdo y no se concretó su llegada al cuadro crema.
En 2019 jugó por el Club Universidad Técnica de Cajamarca.

## Selección Peruana
Siendo el segundo máximo goleador a mitad del campeonato peruano con 19 goles en la edición 2016, Llamó la atención de clubes del exterior y de la selección peruana. Sus grandes actuaciones le valieron la convocatoria en septiembre para la fecha doble ante Bolivia y Ecuador por las Eliminatorias. El pucallpino venía en negociaciones con Colón y cerró su pase durante la aclimatación de Perú en Cusco, con miras al partido ante Bolivia.

## Clubes
| Dorsal | Club                         | País      | Año         |
| ------ | ---------------------------- | --------- | ----------- |
| -      | Deportivo Pucallpa           | Perú      | 2011        |
| -      | Deportivo Bancos             | Perú      | 2012        |
| -      | Deportivo Municipal de Purús | Perú      | 2012        |
| 9      | Sport Loreto                 | Perú      | 2013 - 2015 |
| 8      | Unión Comercio               | Perú      | 2016        |
| 26     | C. A. Colón                  | Argentina | 2016 - 2017 |
| 11     | Deportivo Municipal (Cesión) | Perú      | 2017        |
| 19     | Real Garcilaso (Cesión)      | Perú      | 2018        |
| 24     | Unión Huaral (Cesión)        | Perú      | 2018        |
| 11     | UTC de Cajamarca (Cesión)    | Perú      | 2019        |
| 19     | Deportivo Coopsol            | Perú      | 2019        |
| -      | Manantay FC                  | Perú      | 2020        |
|        | Unión Comercio               | Perú      | 2020        |
|        | Sport Chavelines             | Perú      | 2021        |
|        | Inter de Manantay            | Perú      | 2022        |
|        | Colegio Comercio N° 64       | Perú      | 2022 -      |
|        | Ángeles Vizcachani           | Perú      | 2023 -      |
|        | Sport Aurora de Pusi         | Perú      | 2023 -      |

## Palmarés

### Campeonatos nacionales
| Título    | Club         | País | Año  |
| --------- | ------------ | ---- | ---- |
| Copa Perú | Sport Loreto | Perú | 2014 |

### Distinciones individuales
| Distinción                                                                             | Año  |
| -------------------------------------------------------------------------------------- | ---- |
| Goleador de la Copa Perú                                                               | 2014 |
| Incluido en el equipo ideal de la Copa Perú según el portal periodístico DeChalaca.com | 2014 |